# Adrian Nicholas

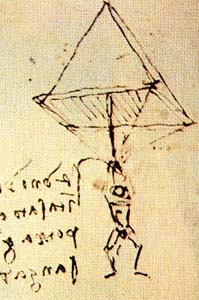
Leonardo da Vincis pyramidenförmige Fallschirmkappe (ca. 1485), von Adrian Nicholas im Jahr 2000 erfolgreich erprobt

Adrian Nicholas (* 4. März 1962; † 17. September 2005) war ein britischer Fallschirmspringer mit über 8000 Sprüngen in dreißig Ländern.
Einer breiteren Öffentlichkeit wurde Nicholas im Jahr 2000 durch seinen erfolgreichen Test von Leonardo da Vincis Fallschirmstudie bekannt, mit dem er den praktischen Beweis erbringen konnte, dass Leonardo da Vinci um 1485 der erste funktionsfähige Fallschirmentwurf überhaupt gelungen war. Dessen pyramidenförmiges Design wurde später in modifizierter Form auch vom Schweizer Olivier Vietti-Teppa erfolgreich getestet.
Nicholas starb am 17. September 2005 bei einem Skydiving-Unfall.